# فرودگاه کوینسلند (سنت جورج)
فرودگاه کوینسلند (سنت جورج) (به انگلیسی: St George Airport (Queensland)) یک فرودگاه همگانی با کد یاتا SGO است . این فرودگاه در کشور استرالیا قرار دارد و در ارتفاع ۲۰۰ متری از سطح دریا واقع شده است.